# IMessage
iMessage est un service de messagerie instantanée présent sur les différents appareils de la société Apple et lancé en octobre 2011. Uniquement compatibles avec les iPhone, iPod touch, iPad et plus tardivement sur Mac et Apple Watch. Les iMessages peuvent être lus et envoyés dans l'application native Messages.
Le HomePod peut également envoyer et recevoir des messages, tout comme le système embarqué Apple CarPlay.

## Historique
iMessage est présenté par Scott Forstall lors de la WWDC 2011, puis lancé le 21 octobre 2011 avec le système d'exploitation iOS 5. Le service est ensuite intégré à OS X Mountain Lion lors de sa sortie le 25 juillet 2012, pour remplacer iChat. À son lancement le service iMessage est comparé à WhatsApp et à BlackBerry Messenger.
Le 23 octobre 2012, Tim Cook annonce que 300 milliards d'iMessages ont été envoyés depuis le lancement du service, avec une fréquence de 28 000 messages par seconde. En février 2016, Eddy Cue annonce que le nombre d'iMessages par seconde est passé à 200 000.
Le 13 juin 2016 lors de la Worldwide Developers Conference, un store iMessage dédié aux stickers est annoncé.

## Fonctionnement
Pour un iPhone, l'appareil détecte automatiquement si un message texte peut être envoyé par iMessage. On peut distinguer les bulles d'iMessage qui sont bleues des bulles de SMS classiques qui sont vertes. Quand un message échoue à l'envoi par iMessage, il est automatiquement envoyé en SMS classique (si l'option est activée). Il est possible d'envoyer et recevoir des SMS classiques avec un iPad ou un Mac s'il est associé au même compte iCloud que l'iPhone.
iMessage utilise Internet (Wi-Fi ou réseau mobile) et est actif par défaut sur iPhone. Tous les iMessages sont chiffrés à l'envoi du message et automatiquement déchiffrés par l'appareil receveur.
On peut envoyer, grâce à ce service, des photos, des vidéos, des messages texte vocaux ou manuscrit et des stickers positionnables n'importe où dans la conversation. Il est également possible de "réagir" à un message grâce à un appui long sur celui-ci.
Apple permet aux développeurs d'intégrer des applications directement dans la messagerie iMessage, en utilisant le "tiroir d’apps" pour accéder aux applications téléchargées. On peut trouver par exemple les applications de Giphy, Tenor et Heypster-gif pour envoyer des GIF dans une conversation. Dropbox a également une app pour envoyer des fichiers depuis la messagerie.
Avec iOS 10 iMessage affiche une vignette du contenu lors du partage d'une adresse d'un site web ou d'un lien d'une application. Par exemple dans le cas d’un lien d'un article de presse sur le web cela affiche la 1ère photo de l'article et le titre. Les émojis sont affichés également plus grand que sur la version d'iOS 9.
La grande nouveauté d'iOS 10 pour iMessage sont les effets sur les messages envoyés et reçus. Sur un message à envoyer une pression prolongée sur le bouton bleu d’expédition permet afficher une nouvelle interface contenant deux onglets “Bulle” et “Écran”. Dans Bulle on peut choisir entre 4 effets (Impact, Voyant, Discret et Encre invisible). Dans Écran il y a 5 effets plein écran de disponibles (feu d’artifice, étoile filante, ballons colorés qui s’envolent, jeux de lasers et pluie de confettis). Les effets sur les messages reçus fonctionnent de la même façon. Une pression prolongée sur une bulle de la conversation affiche un nouveau menu contextuel rempli de 6 réactions (J’aime, J’aime pas, rire, points d’exclamation, point d’interrogation et cœur).
iOS 11 introduit avec l'iPhone X les Animojis dans iMessage. Il s'agit d'une fonctionnalité qui transforme des icônes émoji spécifiques en animations courtes et personnalisées en utilisant des expressions faciales. Les Animojis utilisent le capteur Face ID pour les animations.
L'année suivante avec iOS 12 Apple introduit les Memojis dans iMessage. Il s'agit de créer un avatar personnalisé de l'utilisateur au lieu d'utiliser une icône emoji. La technologie Face ID est de nouveau utilisée pour produire les animations faciales.
Avec iOS 16 il est possible d'annuler l'envoi d'un message si celui-ci n’a pas été envoyé depuis plus de deux minutes. Il est également possible d'éditer un message dans les 15 minutes suivant son envoi.

## Sécurité et confidentialité

### Protocoles de chiffrement
Lors de son lancement en 2011, iMessage proposait le chiffrement de bout en bout par défaut. Bien qu'Apple revendiquait ne pas pouvoir lire les messages des utilisateurs, des chercheurs en sécurité ont pu prouver que cela était techniquement possible et que la messagerie était vulnérable à plusieurs types d'attaques (notamment l'homme du milieu).
En 2019, le protocole d'iMessage a été modifié, passant de RSA à la cryptographie sur courbes elliptiques.
En 2024, Apple a annoncé l'utilisation d'un nouveau protocole cryptographique post-quantique nommé PQ3 pour iMessage. Ce protocole a été conçu pour contrer la menace future que représentent les ordinateurs quantiques et les attaques de type "Récolter maintenant, décrypter plus tard".

### Confidentialité
Apple revendique ne pas conserver d'historique de communication, et ne pas pouvoir intercepter le contenu des conversations. Les utilisateurs d'iMessage sont inscrits dans une base nommée Apple Identity Service (IDS), qui répertorie leur numéro de téléphone, leur clé publique et adresse e-mail.
Cependant, la firme conserve pendant 25 jours les requêtes de recherche d'utilisateur iMessage. Ces requêtes sont effectuées lorsqu'un utilisateur souhaite communiquer avec un autre utilisateur, pour permettre de savoir si l'autre partie possède un appareil sur lequel iMessage est actif. Ces requêtes ne signifient pas nécessairement qu'une communication a eu lieu. Cet historique de requêtes peut être transmis à un pays dans le cadre d'une demande légale, et comprend l'adresse IP de l'utilisateur ayant effectué la recherche, la date de la requête et le numéro de téléphone recherché.